# Natascha Keller
Natascha Keller (ur. 3 lipca 1977 w Berlinie) – niemiecka hokeistka na trawie, mistrzyni olimpijska.

## Życiorys
Pochodzi z rodziny o bogatych tradycjach w hokeju na trawie. Po medale olimpijskie sięgali jej dziadek Erwin (srebro w Berlinie w 1936), ojciec Carsten (złoto w Monachium w 1972), brat Andreas (złoto w Barcelonie w 1992). Drugi brat Florian także występuje w niemieckim zespole narodowym, zdobył m.in. mistrzostwo Europy.
Natascha Keller wraz z zespołem narodowym sięgnęła po mistrzostwo olimpijskie w Atenach w 2004; ekipa hokeistek niemieckich została w Niemczech uznana za "drużynę roku". W 1999 Keller otrzymała od federacji światowej tytuł "zawodniczki roku". W Bundeslidze gra w zespole Berliner Hockey Club.